# اس‌س سوتلج
اس‌س سوتلج (به انگلیسی: SS Sutlej) یک کشتی است.